# Будзіслав (Свентокшиське воєводство)
Будзіслав (пол. Budzisław) — село в Польщі, у гміні Слупія Конецька Конецького повіту Свентокшиського воєводства.
Населення — 199 осіб (2011).
У 1975-1998 роках село належало до Келецького воєводства.

## Демографія
Демографічна структура на день 31 березня 2011 року:
|          | Загалом | Допрацездатний вік | Працездатний вік | Постпрацездатний вік |
| -------- | ------- | ------------------ | ---------------- | -------------------- |
| Чоловіки | 101     | 19                 | 68               | 14                   |
| Жінки    | 98      | 14                 | 54               | 30                   |
| Разом    | 199     | 33                 | 122              | 44                   |